# Кхиамсун Ниттайо, Иосиф
Иосиф Кхимсун Ниттайо (тайск. อัครมุขนายกยอแซฟ ยวง นิตโย, 29 мая 1908, Ламсай, королевство Сиам — 2 октября 1998, Таиланд) — таиландский прелат. Титулярный епископ Оббы и вспомогательный епископ Бангкока с 13 сентября 1963 по 18 декабря 1965. Первый архиепископ Бангкока с 18 декабря 1965 по 18 декабря 1972.

## Биография
Иосиф Кхимсун Ниттайо родился 29 мая 1908 года в Банраке, Таиланд. 21 декабря 1935 года был рукоположён в священника.
13 сентября 1963 года Римский папа Павел VI назначил Иосифа Кхимсуна Ниттайо вспомогательным епископом епархии Бангкока и титулярным епископом Оббы. 20 октября 1963 года состоялось рукоположение Иосифа Кхимсуна Ниттайо в епископа, которое совершил Папа Павел VI в сослужении со-консекратороами с  Пьетро Сиджизмонди, титулярным архиепископом Неаполя Писидийского и Серджо Пиньедоли, титулярным архиепископом Иконии. 
Иосиф Кхимсун Ниттайо участвовал в I, II и III сессиях II Ватиканского собора.
18 декабря 1965 года был назначен архиепископом Бангкока. Вышел в отставку 18 декабря 1972 года.
Скончался 2 октября 1998 года.